# Bras-d'Asse
Bras-d'Asse é uma comuna francesa na região administrativa da Provença-Alpes-Costa Azul, no departamento dos Alpes da Alta Provença. Estende-se por uma área de 26,1 km². Em 2010 a comuna tinha 572 habitantes (densidade: 21,9 hab./km²).